# Pungi

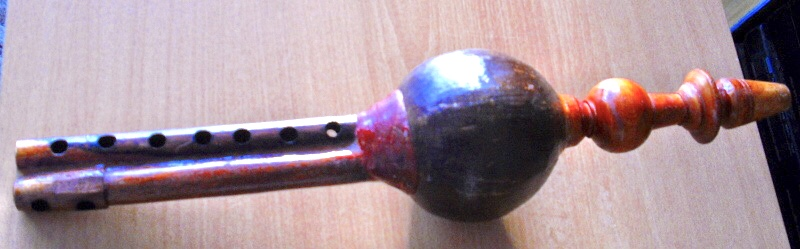
Pungi

Pungi, bin, ang. been – ludowy instrument indyjski, prymitywna odmiana dud, używany zwłaszcza przez ulicznych zaklinaczy węży, zwanych sapera. 
Posiada pudło rezonansowe wykonane z wysuszonej tykwy lub skorupy kokosa, w którą wetknięte są dwie piszczałki zrobione z trzciny lub bambusa. Jedna, o nazwie dandi służy do grania, posiada kilka otworów, natomiast druga pełni rolę piszczałki basowej.
Nazwa "bin" najprawdopodobniej wywodzi się z sanskrytu: venu "bambus", nie należy mylić ze strunowym instrumentem zwanym vina, veena lub bin. Pungi natomiast to ogólne indyjskie określenie na "piszczałkę".